# Крейсера проекта 82
Крейсеры проекта 82, также известные как тяжёлые крейсеры типа «Сталинград» — тип крупнейших в мире тяжёлых крейсеров (по официальной советской классификации), строившихся для ВМФ СССР в конце 1940-х — начале 1950-х гг. В основу проекта был положен крейсер проекта 83 (закупленный в Германии тяжёлый крейсер «Лютцов»). Инициатором строительства крейсеров типа «Сталинград» был лично И. В. Сталин. После его смерти строительство крейсеров было прекращено.

## Артиллерия
Основной калибр
Предусматривались три башенные установки СМ-31. Каждая башня была вооружена тремя пушками СМ-33 калибра 305 мм и длиной ствола 61 калибр. Пушка имела дальность стрельбы 53 км (при массе снаряда 467 кг). Также был разработан снаряд массой 230,5 кг, c возможностью  стрельбы на дальность свыше 120 км по береговым площадным целям (городам, крупным военно-морским базам).

## Корабли серии
- «Сталинград» (заводской № 400). Зачислен в списки ВМФ СССР 31 августа 1951 года. Заложен 31 декабря 1951 года на заводе № 444 (г. Николаев). Приказом № 00112 министра транспорта и тяжёлого машиностроения И. И. Носенко от 18 апреля 1953 года строительство прекращено. В июне 1953 года принято решение использовать часть корпуса, включая цитадель, в качестве натурного опытового отсека для проверки стойкости конструктивной защиты корабля к воздействию новых образцов морского оружия. В 1954 году переоборудованный отсек был спущен на воду и отбуксирован в Севастополь, при подходе к которому в мае 1955 года попал в сильный шторм и был выброшен на камни у Карантинной бухты. После неоднократных безуспешных попыток снять корпус с камней (применялись даже направленные взрывы шнуровыми зарядами вдоль корпуса, впрочем, не оправдавшие надежд), в июле 1956 года корпус был снят[4]. Он оказался и после этого вполне пригоден к испытаниям и в 1956—1957 годах использовался в качестве мишени для испытаний крылатых ракет, артиллерийских снарядов, авиабомб и торпед. В результате всех испытаний отсек не потерял плавучести при полном отсутствии сил и средств борьбы за живучесть.
- «Москва» (заводской № 406). Зачислен в списки ВМФ СССР 30 апреля[источник не указан 4911 дней] 1951 года. Заложен в сентябре 1952 года на стапеле «А» завода № 189 («Балтийский завод имени С. Орджоникидзе», г. Ленинград). 18 апреля 1953 года снят со строительства и передан «Главвторчермету» для демонтажа и разделки на металл.
- Корпус № 3 (название не присвоено, заводской № 401). Заложен в октябре 1952 года на заводе № 402 (г. Молотовск).

## Особенности национальной классификации
По западной классификации артиллерийских кораблей «Сталинград» относится к классу линейных крейсеров, в который обычно включались корабли водоизмещением более 20 000 т и калибром орудий от 280 мм, которые по слабости бронирования и высокой скорости не попадали в класс линкоров. К концу 1940-х годов, когда «Сталинград» планировался к постройке, класс линейных крейсеров уже сошёл с исторической арены. Реликтом этого класса были также американские крейсера типа «Аляска», названные в США «большими крейсерами» (large cruiser) ввиду отсутствия к тому времени в американской классификации класса «линейный крейсер» (battlecruiser).
Тяжёлым крейсером по западной классификации является корабль с калибром орудий 203 мм (водоизмещение таких кораблей составляло от 10 000 до 20 000 тонн). В СССР не было построено ни одного корабля, попадающего в эту категорию, хотя в исходном проекте крейсер проекта 68-бис должен был быть вооружён восемью 203-мм орудиями.

## Оценка проекта
Крейсера проекта 82 не встретили особой поддержки со стороны командования флота. Новый военно-морской министр Н. Г. Кузнецов, предполагая в близкой перспективе появление у СССР управляемых противокорабельных ракет, так высказывал своё мнение о этом корабле

Тяжёлый, неясный корабль. Не видно, чтобы цель оправдывала средства. Очень дорогой корабль…
— Васильев А., Морин А. Суперлинкоры Сталина. «Советский Союз», «Кронштадт», «Сталинград».

По ходу разработки проект подвергался многочисленным переделкам, тоже не шедшим ему на пользу. Так, по требованию Сталина, ради увеличения скорости был уменьшен радиус действия и зенитная артиллерия, что превращало проект 82 в своего рода «линейный крейсер береговой обороны»
Сама по себе тактическая ниша тяжёлого (фактически — линейного) крейсера проекта «Сталинград» тоже определялась весьма туманно. Сталин имел иной взгляд на назначение кораблей данного класса, предполагая их использование для борьбы с лёгкими крейсерами.

Нам нечего ввязываться в бой с тяжёлыми крейсерами противника. Основная задача тяжёлого крейсера должна быть иной — борьба с лёгкими крейсерами противника. Надо увеличить его скорость до 35 узлов, чтобы он наводил панику на лёгкие крейсера противника, разгонял их и громил. Этот крейсер должен летать как ласточка, быть пиратом, настоящим бандитом. Он должен уйти из-под удара тяжёлых кораблей противника.
— Васильев А., Морин А. Суперлинкоры Сталина. «Советский Союз», «Кронштадт», «Сталинград».

## Особенности артиллерии

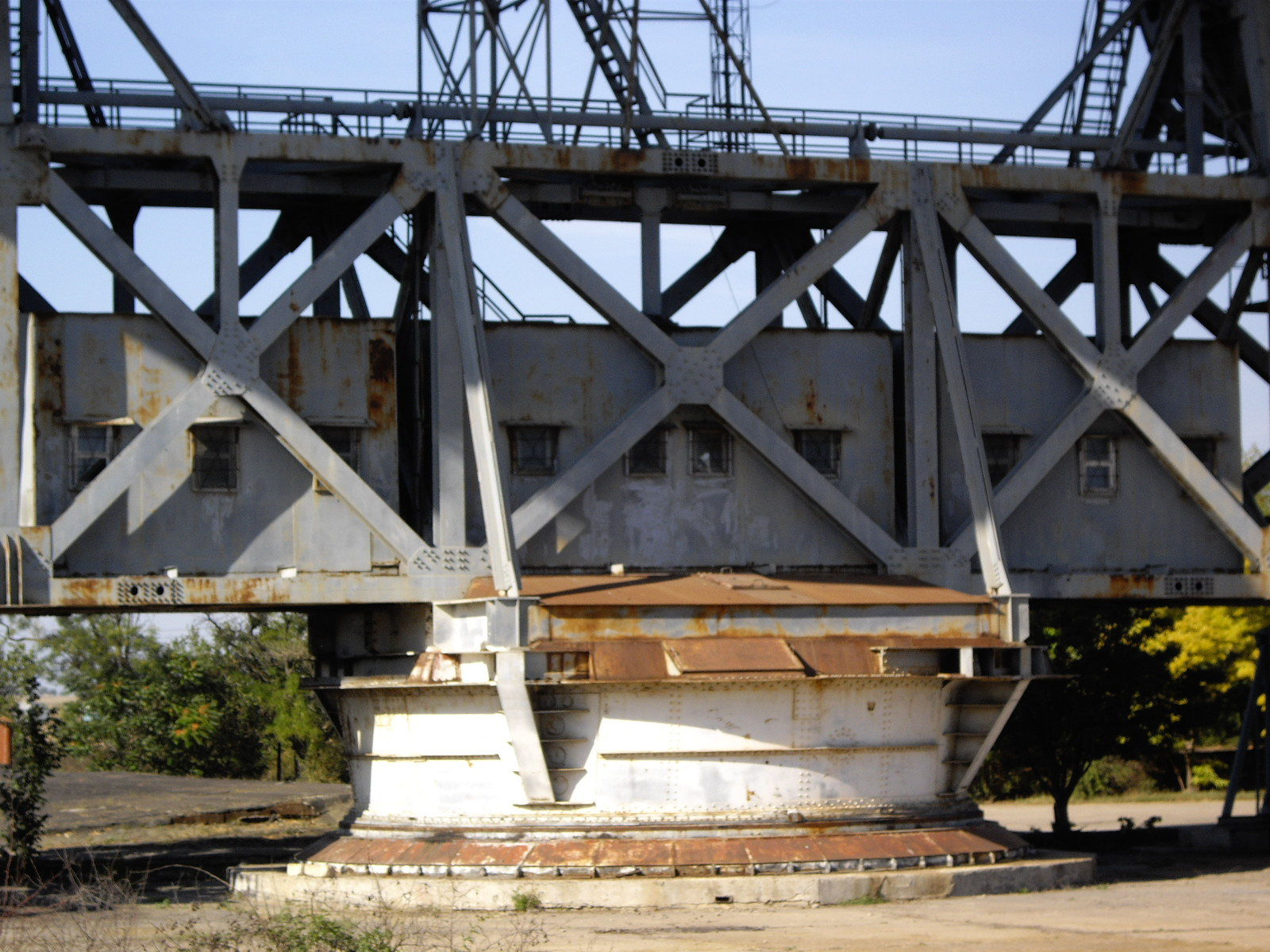
Верхняя часть опорно-поворотных устройств (внизу)

- Готовые опорно-поворотные устройства орудийных башен главного калибра были использованы при строительстве антенных систем АДУ-1000 комплекса дальней космической связи «Плутон»[7].
- Уникальная 305-мм пушка СМ-33 для трёхорудийных башенных установок СМ-31 тяжёлых крейсеров типа "Сталинград" пр.82 должна была иметь дальнобойность 53 км обычным фугасным снарядом (масса 467 кг) и 127,3 км специальным дальнобойным снарядом (разработка НИИ-24 1954 г. черт. 5219, масса 230,5 кг).
- Н. С. Хрущёвым перед поездкой в США все работы по сверхдальней, как и вообще по тяжёлой артиллерии были прекращены.